# Lezo, Aklan
Lezo là đô thị hạng 5 ở tỉnh Aklan, Philippines. Theo điều tra dân số năm 2015, đô thị này có dân số 15224 người trong.

## Các khu phố (barangay)
In the Philippines, Lezo được chia thành 12 khu phố (barangay).
- Agcawilan
- Bagto
- Bugasongan
- Carugdog
- Cogon
- Ibao
- Mina
- Poblacion
- Sta. Cruz
- Sta. Cruz Biga-a
- Silakat-Nonok
- Tayhawan